# Thief (seria)
Thief – seria gier z gatunku skradanek z widokiem pierwszoosobowym. Jak dotąd ukazały się Thief: The Dark Project w wersji podstawowej oraz Gold z dodatkowymi trzema misjami i poprawionymi błędami, Thief II: The Metal Age oraz Thief: Deadly Shadows. W lutym 2014 roku swoją premierę miała gra Thief, będąca rebootem serii.
Gracz kieruje poczynaniami młodego złodzieja o imieniu Garrett w fantasy-steampunkowym świecie przypominającym połączenie średniowiecza, epoki wiktoriańskiej oraz elementów prymitywnej technologii. Bohater w dzieciństwie został przygarnięty przez frakcję Strażników (zwanych też Dzierżącymi lub Opiekunami) i został wyszkolony na jednego z nich. Garrett wkrótce zdecydował jednak, że wykorzysta nabyte zdolności, aby zostać najlepszym złodziejem w mieście.
Looking Glass Studios stworzyło zarówno The Dark Project, jak i The Metal Age. Po upadku firmy wielu byłych pracowników firmy przeszło do Ion Storm Austin i ukończyło pracę nad trzecią częścią – Deadly Shadows. 
Seria osiągnęła sukces dzięki fabule z licznymi zwrotami akcji, dużemu i klimatycznemu światu, w którym toczy się akcja, realistycznej oprawie dźwiękowej, tajemniczej atmosferze, wiarygodnemu i cynicznemu bohaterowi oraz przede wszystkim nowatorskiemu podejściu do rozgrywki widzianej z perspektywy pierwszej osoby (skradanie się, chowanie w cieniu, atakowanie z zaskoczenia, unikanie otwartej konfrontacji, kradzież).